# Fritz Gottlieb Pfister
Fritz Gottlieb Pfister-Weideli (* 16. Februar 1891 in Basel; † 10. März 1984  in Erlenbach ZH) war ein schweizerischer Unternehmer und Pionier der Möbelbranche.

## Leben
Fritz Gottlieb Pfister-Weideli, jüngster Sohn von Johann Jakob Pfister, arbeitete nach dem Handelsdiplom als Kaufmann in den USA und in Barcelona, wo er auch als Fussballstürmer beim FC Barcelona mitwirkte. 1916 kehrte er nach Basel zurück und übernahm die Leitung des von seinem Vater 1882 begründeten Möbelhauses Pfister. Unter seiner Leitung wurden mehrere Filialen in der ganzen Schweiz eröffnet. 1939 nahm die Zentrale in Suhr den Betrieb auf und wurde 1941 zum Hauptsitz. 1963 gab Fritz Gottlieb Pfister das Verwaltungsratspräsidium der Firma ab und trat 1971 ganz aus dem Verwaltungsrat aus.
Nach Fritz Gottlieb Pfister ist in Erlenbach ZH ein Weg benannt.